# Concilio Vaticano II
Il Concilio Ecumenico Vaticano II, abbreviato come Vaticano II, è stato il ventunesimo e il più recente concilio ecumenico della Chiesa cattolica.
La sua convocazione fu annunciata da papa Giovanni XXIII il 25 gennaio 1959 presso la sala capitolare del Monastero di San Paolo di Roma al termine della settimana di preghiera per l'unità dei cristiani. I lavori conciliari ebbero luogo nel corso di quattro sessioni, la cui lingua ufficiale fu il latino. Nella storia ecclesiastica, fu il concilio che in assoluto diede rappresentanza alla maggior varietà di lingue ed etnie. All'evento furono invitati ad assistere anche alcuni esponenti delle altre confessioni cristiane.
La prima sessione iniziò nell'ottobre 1962 e si interruppe a seguito della morte del Pontefice il 3 giugno dell'anno seguente. Le altre tre sessioni furono convocate e presiedute dal suo successore papa Paolo VI, fino al termine dei lavori l'8 dicembre 1965, solennità dell'Immacolata Concezione. I vescovi cattolici discussero gli argomenti riguardanti la vita della Chiesa e la sua apertura alle istanze del mondo moderno e contemporaneo. Il Vaticano promulgò quattro Costituzioni, tre Dichiarazioni e nove Decreti.
L'importanza del Concilio Vaticano II è stata paragonata a quella del Concilio di Trento (1545-1563), e il suo ruolo nel XX secolo e nel futuro della Chiesa è ancora oggetto di dibattito storico e dottrinale. Pertanto, come il Concilio di Trento è stato il concilio della Controriforma (o "prima riforma cattolica"), il Concilio Vaticano II è stato chiamato il concilio della "seconda riforma cattolica".

## Storia

### I tentativi precedenti
Fin dalla sospensione del Concilio Vaticano I, interrotto nel 1870 a causa della presa di Roma, l'orientamento generale delle gerarchie ecclesiastiche era di riprenderne le sessioni per completare i lavori lasciati in sospeso. Nell'enciclica Ubi Arcano Dei Consilio del 1922 papa Pio XI aveva manifestato il proposito di riprendere il Vaticano I, e, a questo scopo, aveva inviato a cardinali e vescovi una lettera chiedendo il loro parere sulla ripresa dell'assise. L'iniziativa, tuttavia, sfumò a causa della vastità del dibattito e della questione romana ancora aperta.
Anche Pio XII aveva valutato la possibilità di riprendere le sessioni del concilio o di indirne uno nuovo, affidando la questione al Sant'Uffizio, dove una piccola commissione incominciò a lavorare su queste ipotesi il 15 marzo 1948. Nel febbraio dell'anno seguente papa Pacelli istituì la commissione speciale preparatoria, nominando Francesco Borgongini Duca come presidente e il gesuita Pierre Charles come segretario. La commissione concluse che una mera ripresa del Vaticano I non sarebbe stata in grado di affrontare i numerosi nuovi problemi, sorti nella Chiesa dal 1870 ad allora, e la convocazione di un nuovo concilio avrebbe comportato notevoli difficoltà in merito alla sua organizzazione e impostazione. Sentito il parere della commissione, il 4 gennaio 1951 papa Pacelli dispose l'abbandono del progetto.
La decisione di Pio XII fu motivata principalmente dal fatto che, nel corso del suo pontificato, erano sorte in ambiti protestanti francesi, olandesi e tedeschi numerose tendenze teologiche innovatrici, le quali, sfruttando l'assise conciliare, avrebbero potuto insinuarsi nella dottrina cattolica.

### L'indizione

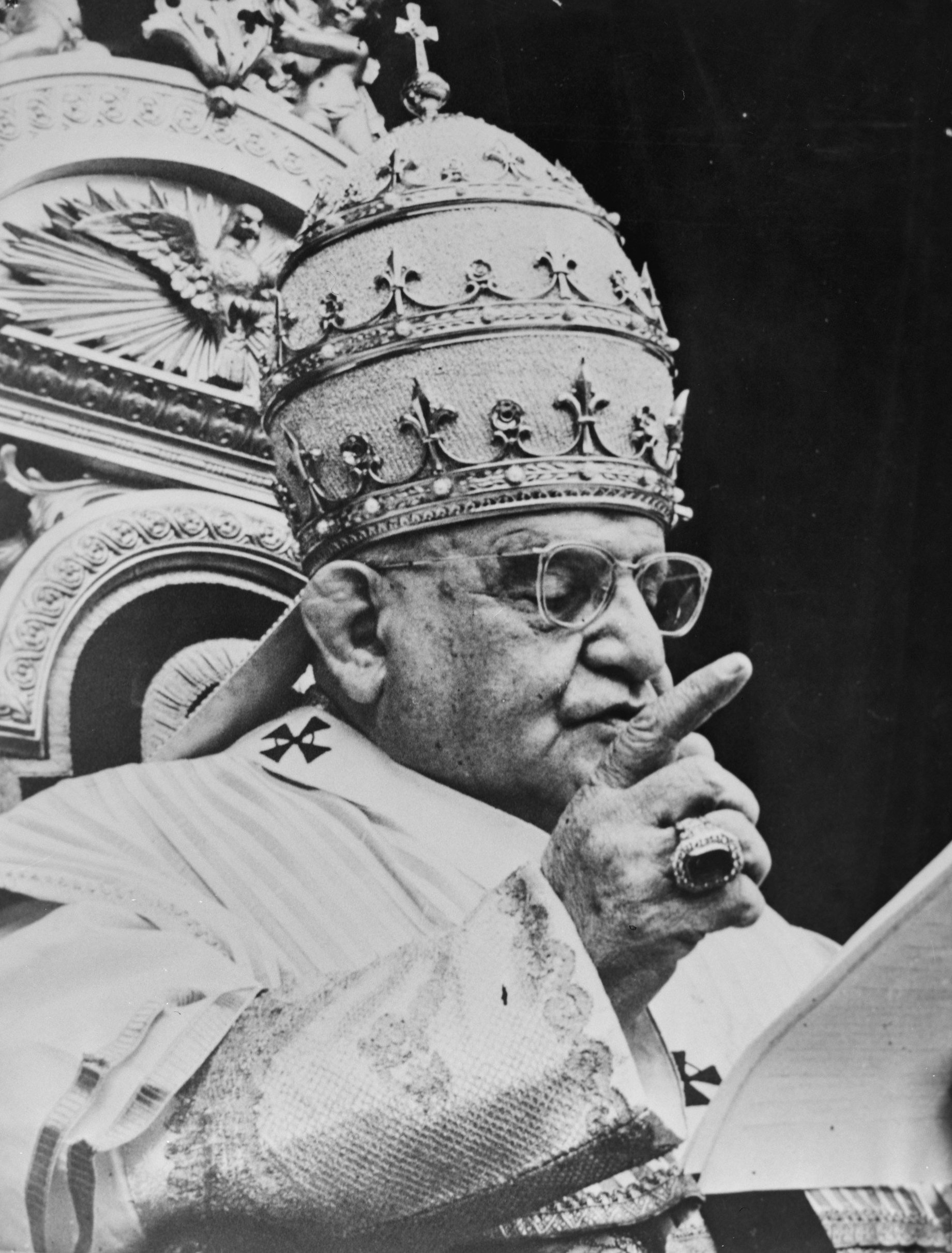
Papa Giovanni XXIII

L'annuncio ufficiale dell'indizione di un concilio venne dato da papa Giovanni XXIII il 25 gennaio 1959, a soli tre mesi dalla sua elezione al soglio pontificio, nella Basilica di San Paolo fuori le mura, insieme all'annuncio di un sinodo della diocesi di Roma e dell'aggiornamento del Codice di Diritto Canonico:

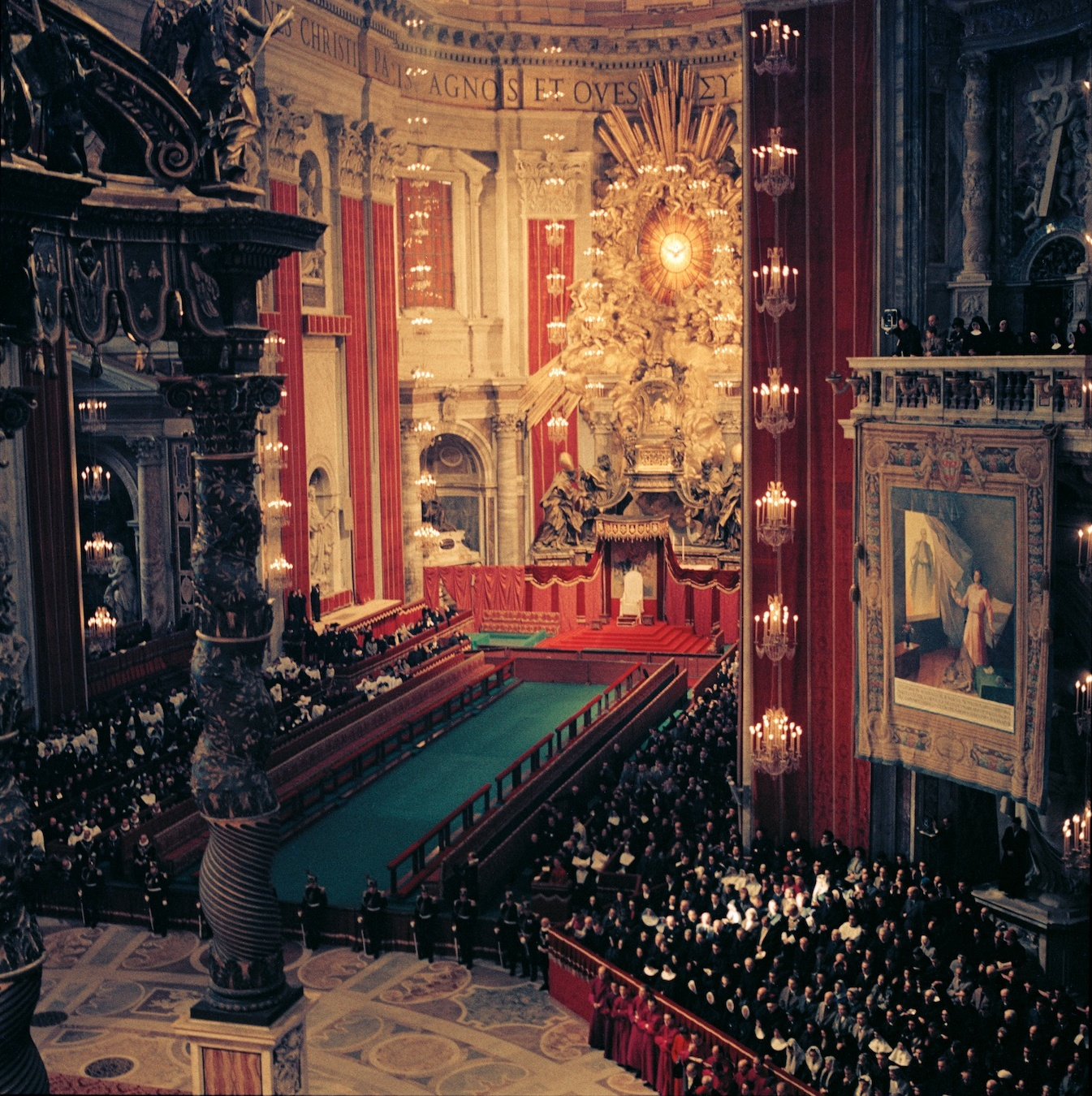
La basilica di San Pietro durante il Concilio Vaticano II

Il 16 maggio venne nominata la commissione antepreparatoria, presieduta dal cardinale Domenico Tardini, la quale consultò tutti i cardinali, i vescovi cattolici, le congregazioni romane, i superiori generali delle famiglie religiose cattoliche, le università cattoliche e le facoltà teologiche, per chiedere suggerimenti sugli argomenti da trattare. In dicembre il papa dichiarò inoltre che il concilio non sarebbe stato considerato una prosecuzione del Concilio Vaticano I (sospeso, ma non concluso, nel 1870) ma avrebbe avuto una propria fisionomia; fu tuttavia chiaro subito che uno dei principali compiti del Concilio sarebbe stato il completamento della riflessione sulla Chiesa, sia nel rapporto con il mondo sia nella definizione della sua identità e natura, già avviata dal Vaticano I con la costituzione Pastor Aeternus e poi interrotta. Nel 1960 venne poi nominata la commissione preparatoria, presieduta dallo stesso papa, la quale definì gli argomenti da trattare durante le sessioni plenarie del Concilio.
Nel settembre 1959, la Penitenzieria Apostolica concesse l'indulgenza per la preghiera ufficiale di invocazione dello Spirito Santo sui padri conciliari. Tale atto segnò l'inizio di un esteso periodo di preghiera in preparazione dei lavori del Vaticano II.
Il 25 dicembre 1961 Giovanni XXIII firmò la costituzione apostolica Humanae Salutis con la quale indiceva ufficialmente il concilio; il 2 febbraio 1962 promulgò infine il motu proprio Consilium, con il quale stabiliva il giorno di apertura dello stesso: la data scelta fu l'11 ottobre che, secondo le parole dello stesso papa, «si ricollega al ricordo del grande Concilio di Efeso, che ha la massima importanza nella storia della Chiesa».
Il 1º luglio 1962 pubblicò inoltre l'enciclica Paenitentiam Agere, nella quale si invitavano clero e laicato a «prepararsi alla grande celebrazione conciliare con la preghiera, le buone opere e la penitenza», ricordando che nella Bibbia «ogni gesto di più solenne incontro tra Dio e l'umanità [...] è stato sempre preceduto da un più suadente richiamo alla preghiera e alla penitenza».

### L'apertura

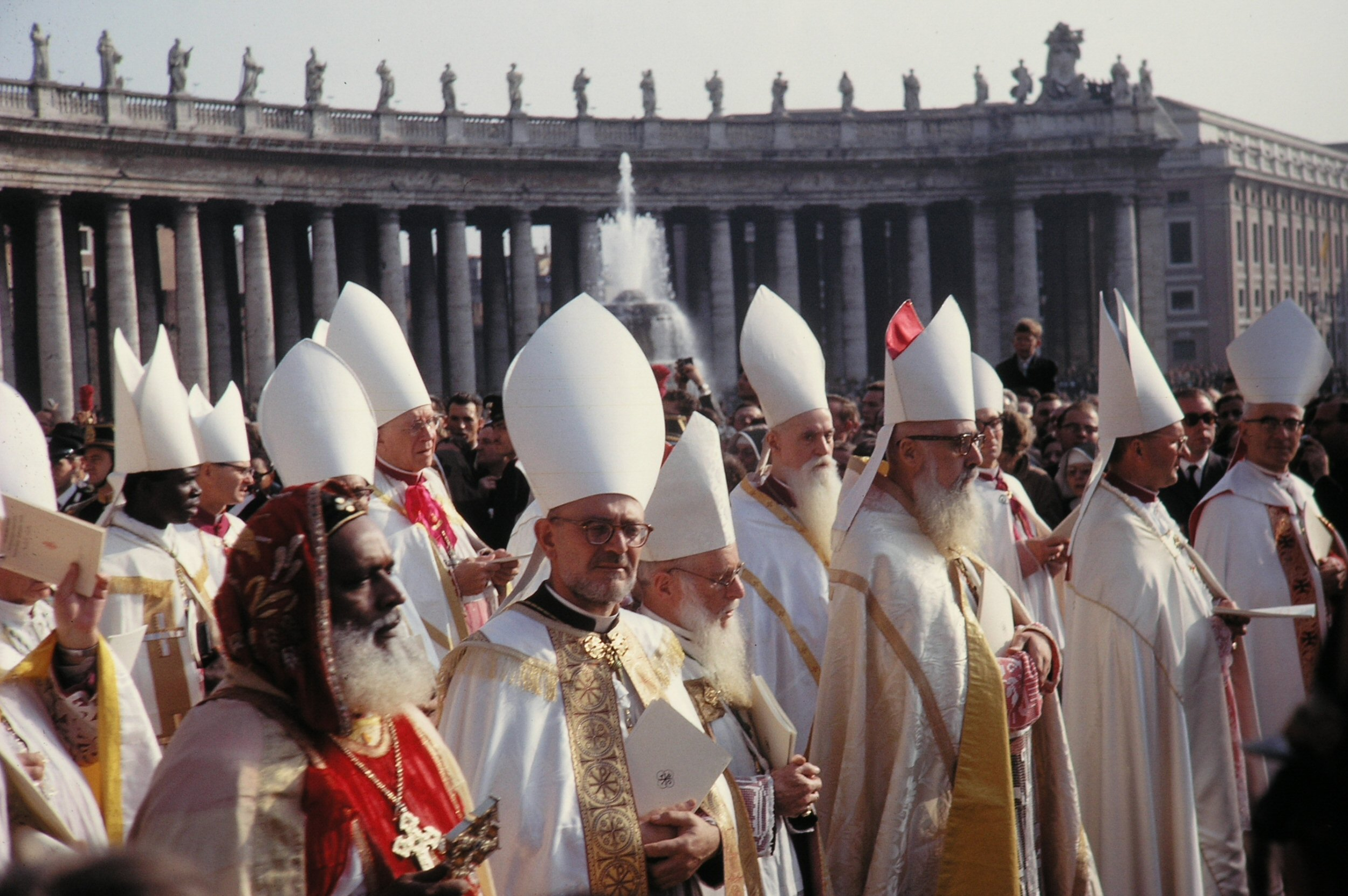
I padri conciliari in piazza San Pietro il giorno dell'apertura del Concilio

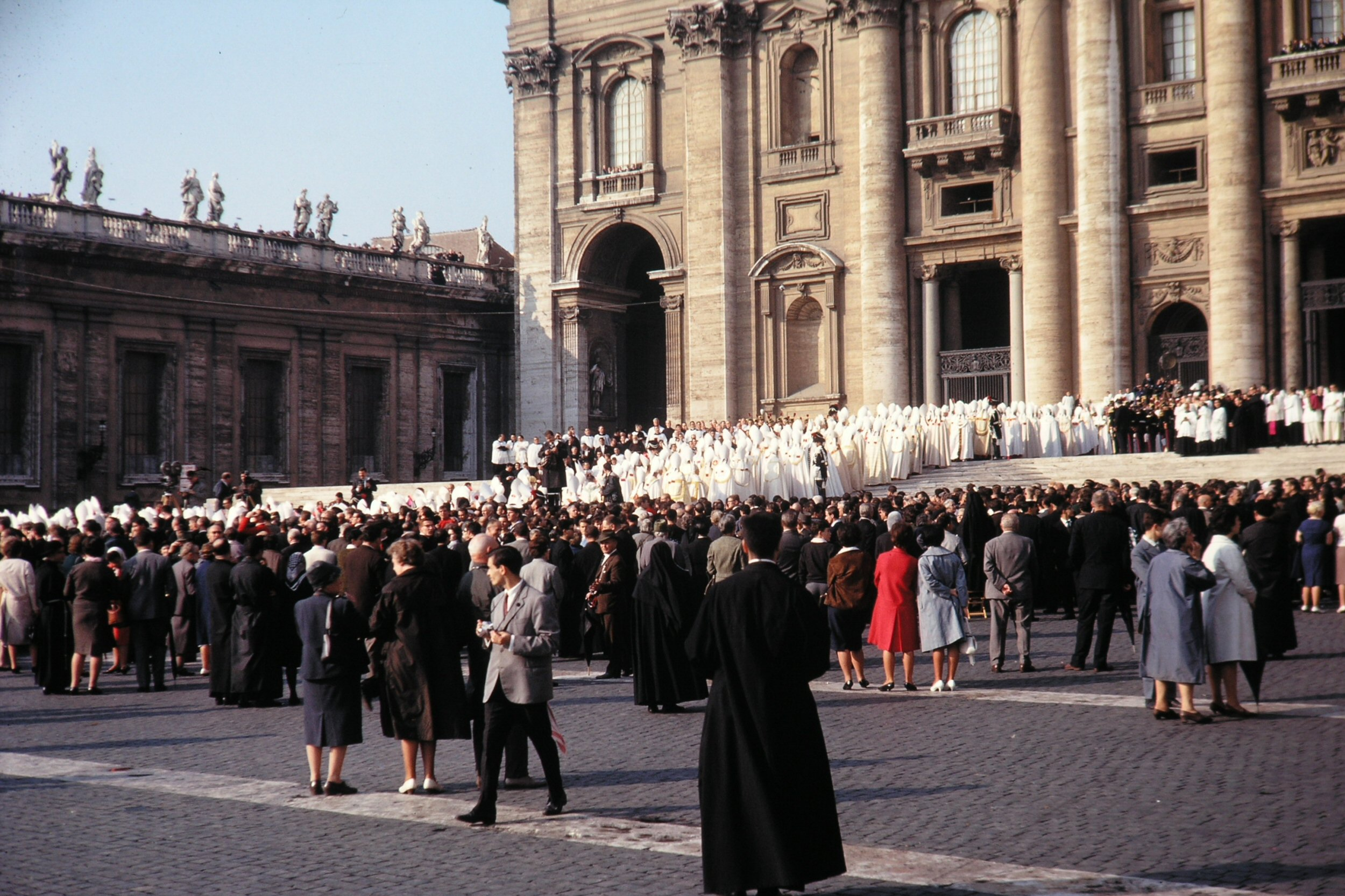
Apertura del Concilio Vaticano II

Il Concilio fu aperto ufficialmente l'11 ottobre 1962 all'interno della basilica di San Pietro in Vaticano con cerimonia solenne. In tale occasione, papa Giovanni pronunciò il celebre discorso Gaudet Mater Ecclesia ("Gioisce la Madre Chiesa") nel quale indicò quale fosse lo scopo principale del concilio:
(Papa Giovanni XXIII – Discorso per la solenne apertura del SS. Concilio, 11 ottobre 1962)
Il sinodo si caratterizzò pertanto subito per una marcata natura "pastorale": non si proclamarono nuovi dogmi (benché siano stati affrontati dogmaticamente i misteri della Chiesa e della Rivelazione), ma si vollero interpretare i "segni dei tempi" (Matteo 16, 3); la Chiesa avrebbe dovuto riprendere a parlare con il mondo, anziché arroccarsi su posizioni difensive.
Nello stesso discorso Roncalli si rivolse anche ai «profeti di sventura», gli esponenti della Curia e del clero più avversi all'idea di celebrare un Concilio:
Quella stessa sera il pontefice pronunciò inoltre il celebre "discorso della luna".

### Un concilio "ecumenico"

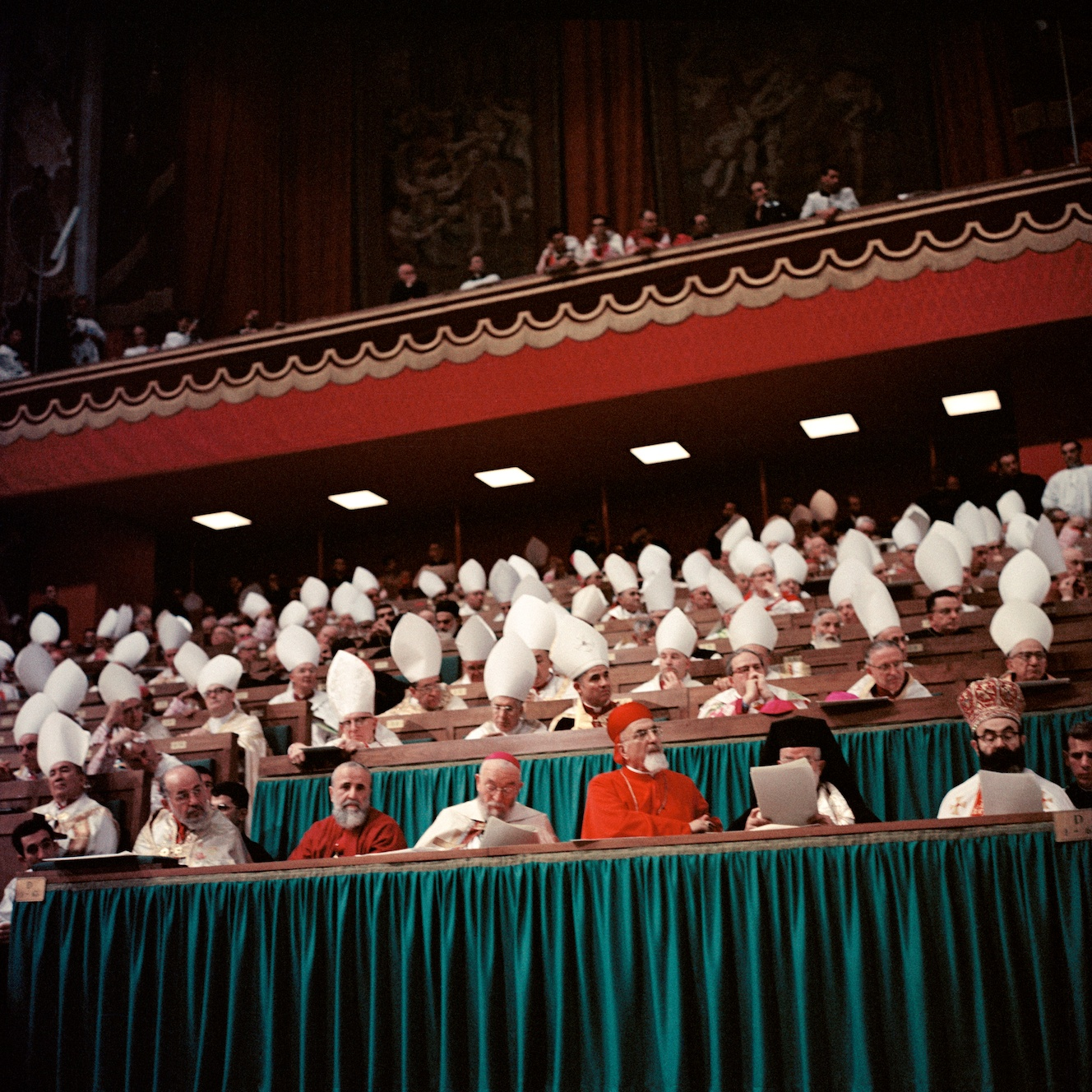
I padri conciliari nella basilica di San Pietro

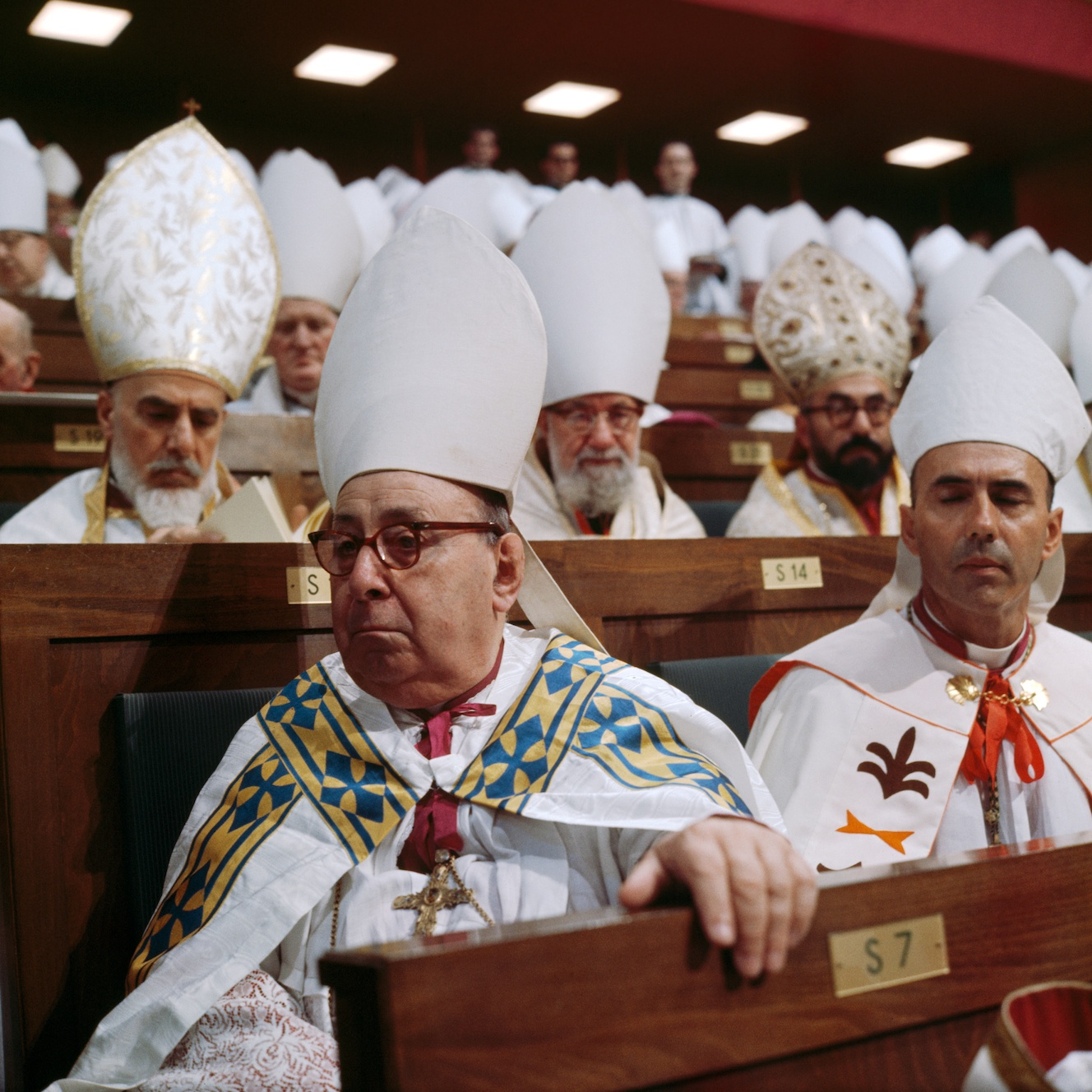
Alcuni dei padri conciliari durante una seduta

Fu un vero e proprio Concilio "ecumenico": raccolse quasi 2500 fra cardinali, patriarchi e vescovi cattolici da tutto il mondo.
Al momento dell'apertura, il vescovo più anziano era l'italiano mons. Alfonso Carinci, di 100 anni, arcivescovo titolare di Seleucia di Isauria, segretario emerito della Sacra Congregazione dei Riti, nato a Roma il 9 novembre 1862 e ivi morto il 6 dicembre 1963. Il più giovane era il peruviano mons. Alcides Mendoza Castro, 34 anni, vescovo titolare di Metre, ausiliare di Abancay, nato a Mariscal Cáceres il 14 marzo 1928, consacrato vescovo il 28 aprile 1958 e morto a Lima il 20 giugno 2012.
Fu la prima vera occasione per conoscere realtà ecclesiali fino a quel momento rimaste ai margini della Chiesa. Infatti, nel corso dell'ultimo secolo la Chiesa cattolica da eurocentrica si era andata caratterizzando sempre più come una Chiesa universale, soprattutto grazie alle attività missionarie avviate durante il pontificato di Pio XI.
La diversità non era più rappresentata dalle sole Chiese cattoliche di rito orientale, ma anche dalle Chiese latino-americane e africane, che chiedevano maggiore considerazione per la loro "diversità". Non solo: al Concilio parteciparono per la prima volta, in qualità di osservatori, anche esponenti delle altre confessioni cristiane diverse da quella cattolica, come ad esempio quelle ortodosse e protestanti.
Tuttavia, Giovanni XXIII e Paolo VI affermarono che il concilio non avrebbe dovuto proclamare nessuna nuova verità dogmatica cui credere sotto pena di peccato e tale da necessitare dell'assistenza infallibile dello Spirito Santo. Il 7 dicembre 1965 Paolo VI dichiarò:
(Paolo VI, 7 dicembre 1965, in Insegnamenti di Paolo VI, vol. III, Roma 1966, p. 722)
Pertanto, fu un concilio "ecumenico" nel senso letterale del termine, poiché coinvolse tutta l'ecumene, ma non nel senso ordinariamente inteso di un concilio appartenente al cosiddetto magistero straordinario o solenne, di cui fanno parte anche i pronunciamenti del papa ex cathedra. Essendo parte del magistero ordinario e autentico, si ritiene assistito dallo Spirito Santo, ma privo del carisma dell'infallibilità (se non per i dogmi proclamati da altri concili e ivi ripresi). Lo stesso papa Giovanni lo definì un concilio "a carattere prevalentemente pastorale". Fu il primo concilio pastorale della storia, in senso tecnico. Secondo la Santa Sede:
( Mons. Vincenzo Carbone (collaboratore della Segreteria Generale del Concilio Vaticano II per volere di Giovanni XXIII), Il Concilio Vaticano II: luce per la Chiesa e per il mondo, su vatican.va.)

### L'elezione di Paolo VI

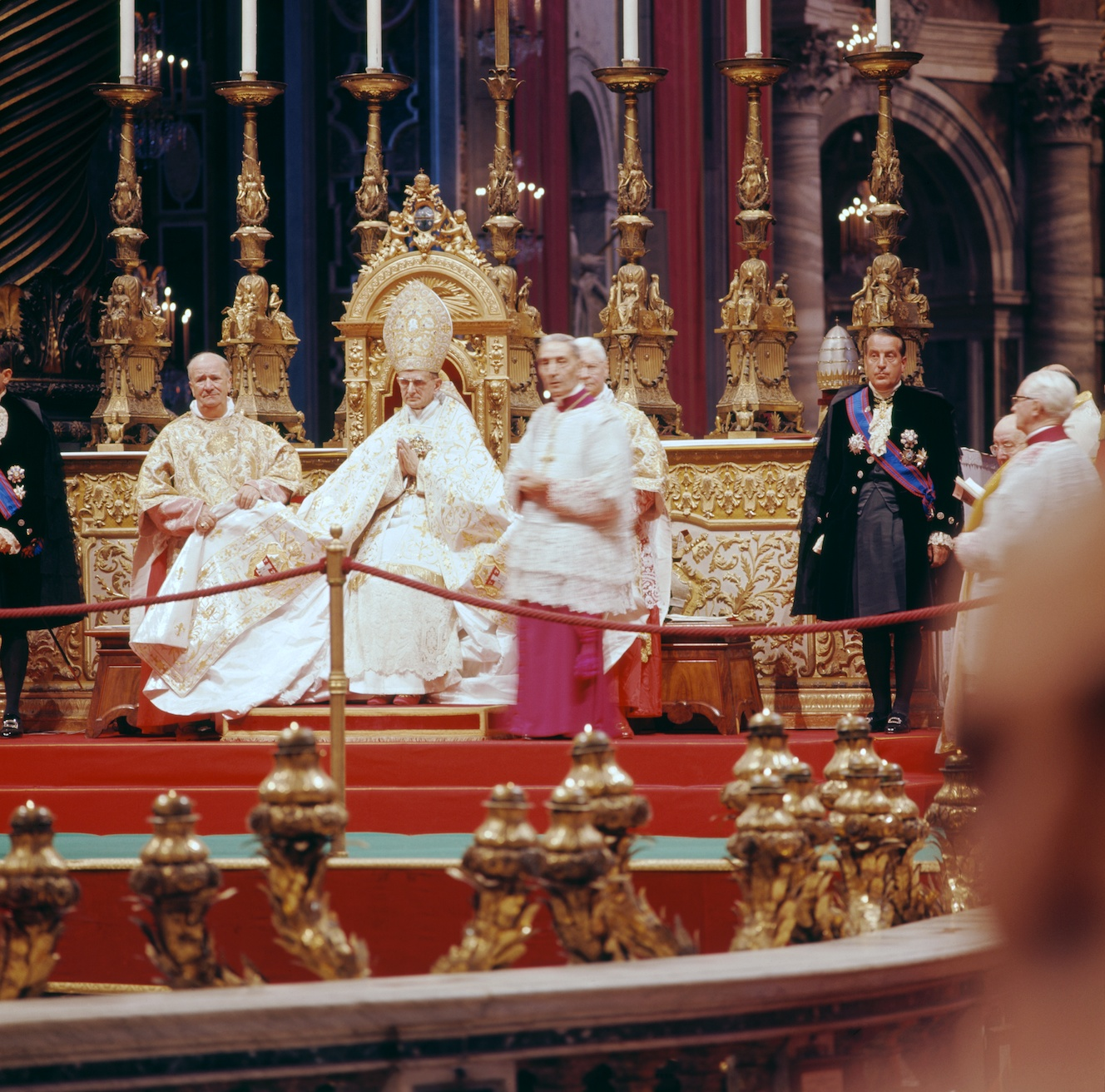
Papa Paolo VI

Papa Paolo VI attraversa la Basilica Vaticana sulla sedia gestatoria in conclusione dell'ultima sessione del Concilio

La morte di papa Giovanni XXIII, avvenuta il 3 giugno del 1963, spinse molti, vista la ritrosia di alcuni vescovi conservatori nel continuare le discussioni, a ritenere opportuno di sospenderne i lavori. Questa ipotesi venne meno con l'elezione al soglio pontificio dell'arcivescovo di Milano, Giovanni Battista Montini (papa Paolo VI) il quale, nel suo primo radiomessaggio del 22 giugno 1963, parlò della continuazione del concilio come dell'«opera principale» e della «parte preminente» del suo pontificato, facendo così propria la volontà del predecessore.
Nel suo primo discorso da pontefice ai padri conciliari, Montini indicò inoltre quali fossero gli obiettivi primari del sinodo:
1. Definire più precisamente il concetto di Chiesa;
2. Il rinnovamento della Chiesa cattolica;
3. La ricomposizione dell'unità fra tutti i cristiani;
4. Dialogo della Chiesa con il mondo contemporaneo.

### Chiusura

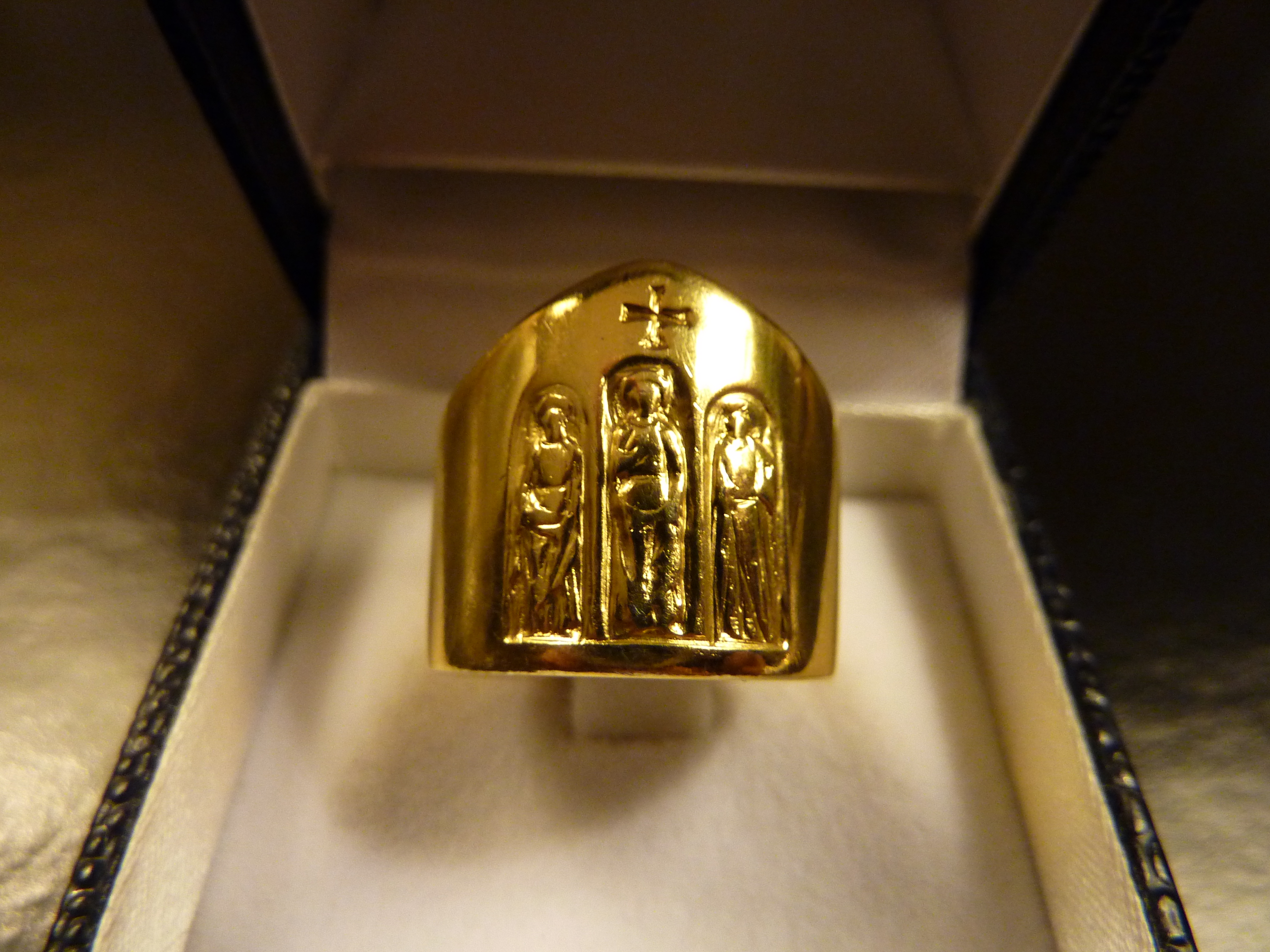
Copia dell'anello conciliare regalato da Paolo VI ai Padri conciliari nel dicembre 1965

Dopo quattro sessioni di lavoro, il concilio venne chiuso l'8 dicembre 1965. Durante l'ultima seduta pubblica, nella sua allocuzione ai padri conciliari, il papa spiegò come il concilio avesse rivolto «la mente della Chiesa verso la direzione antropocentrica della cultura moderna», senza che però questo interesse fosse disgiunto «dall'interesse religioso più autentico», soprattutto a motivo del «collegamento [...] dei valori umani e temporali con quelli propriamente spirituali, religiosi ed eterni: [la Chiesa] sull'uomo e sulla terra si piega, ma al regno di Dio si solleva».
Il giorno successivo vennero indirizzati dal papa otto messaggi al mondo: ai padri conciliari, ai governanti, agli intellettuali (consegnato simbolicamente a Jacques Maritain), agli artisti, alle donne, ai lavoratori, ai poveri e agli ammalati, ai giovani.

## Le costituzioni e i decreti

### LaBibbia

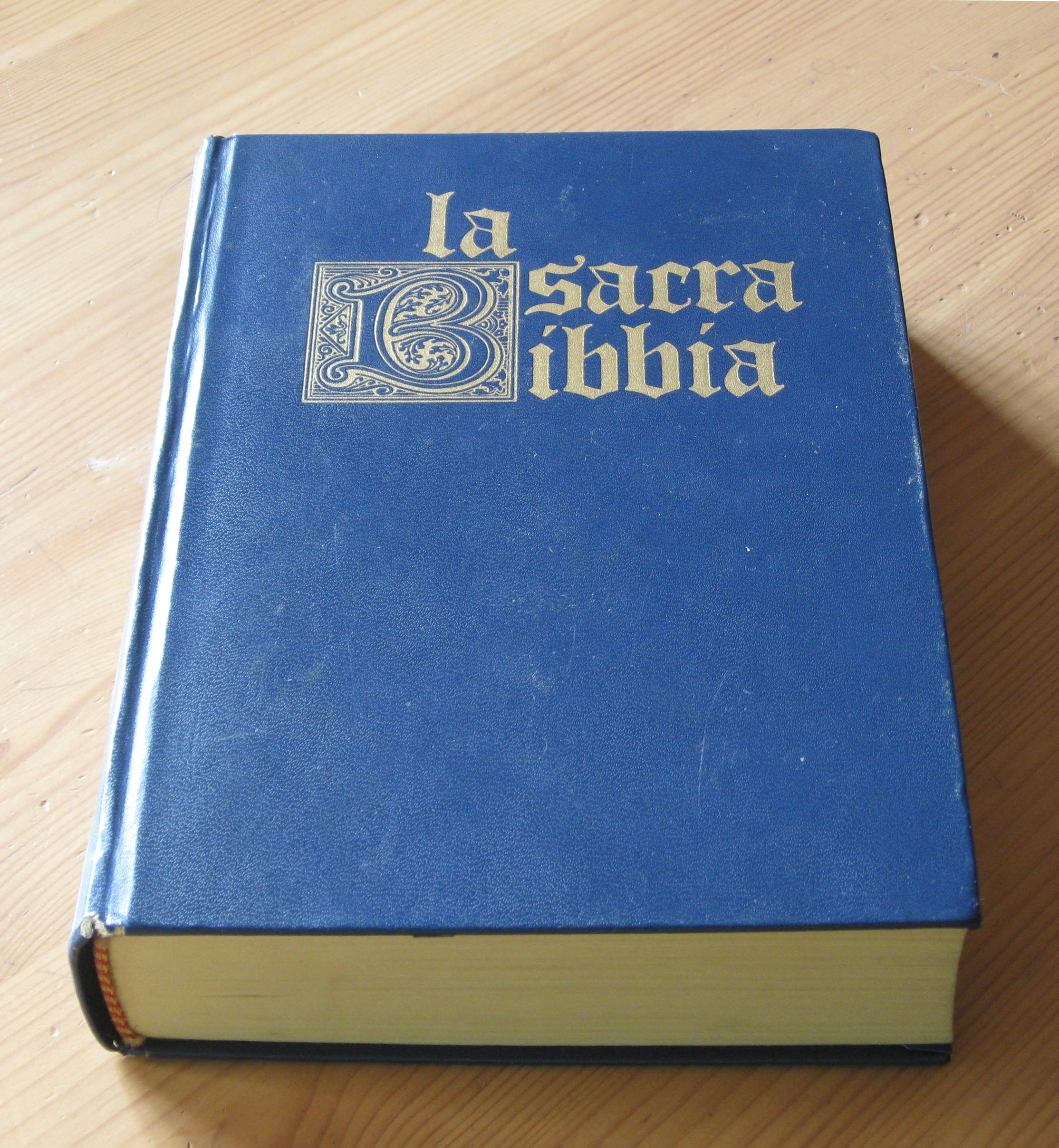
Bibbia cattolica in lingua italiana tradotta nel 1968

La costituzione Dei Verbum sulla «divina rivelazione» ricollocò al centro della vita della Chiesa e dei singoli cristiani la Bibbia, che all'epoca del Concilio di Trento, per reagire alla diffusione del testo in lingua volgare promosso dalla Riforma protestante, era stata vincolata al testo latino e dunque di fatto riservata al clero e a quelle persone la cui istruzione permetteva loro di comprendere la lingua latina. Nel 1771, monsignor Antonio Martini aveva tradotto la Bibbia in italiano, rispondendo a un auspicio di Benedetto XIV: quest'edizione ebbe decine di ristampe fino all'inizio del Novecento; la Chiesa mise invece all'Indice tutte le Bibbie in lingua volgare prive di annotazioni esplicative, per evitare che si diffondessero interpretazioni delle Scritture difformi da quelle propugnate dal magistero romano.
Incoraggiò quindi la ricerca scientifica sui testi originali (già avviata nella prima metà del secolo anche grazie all'enciclica Divino Afflante Spiritu di Pio XII), le traduzioni in lingue vive, anche secondo il parlato corrente, e la pratica della Lectio Divina.

### La Chiesa

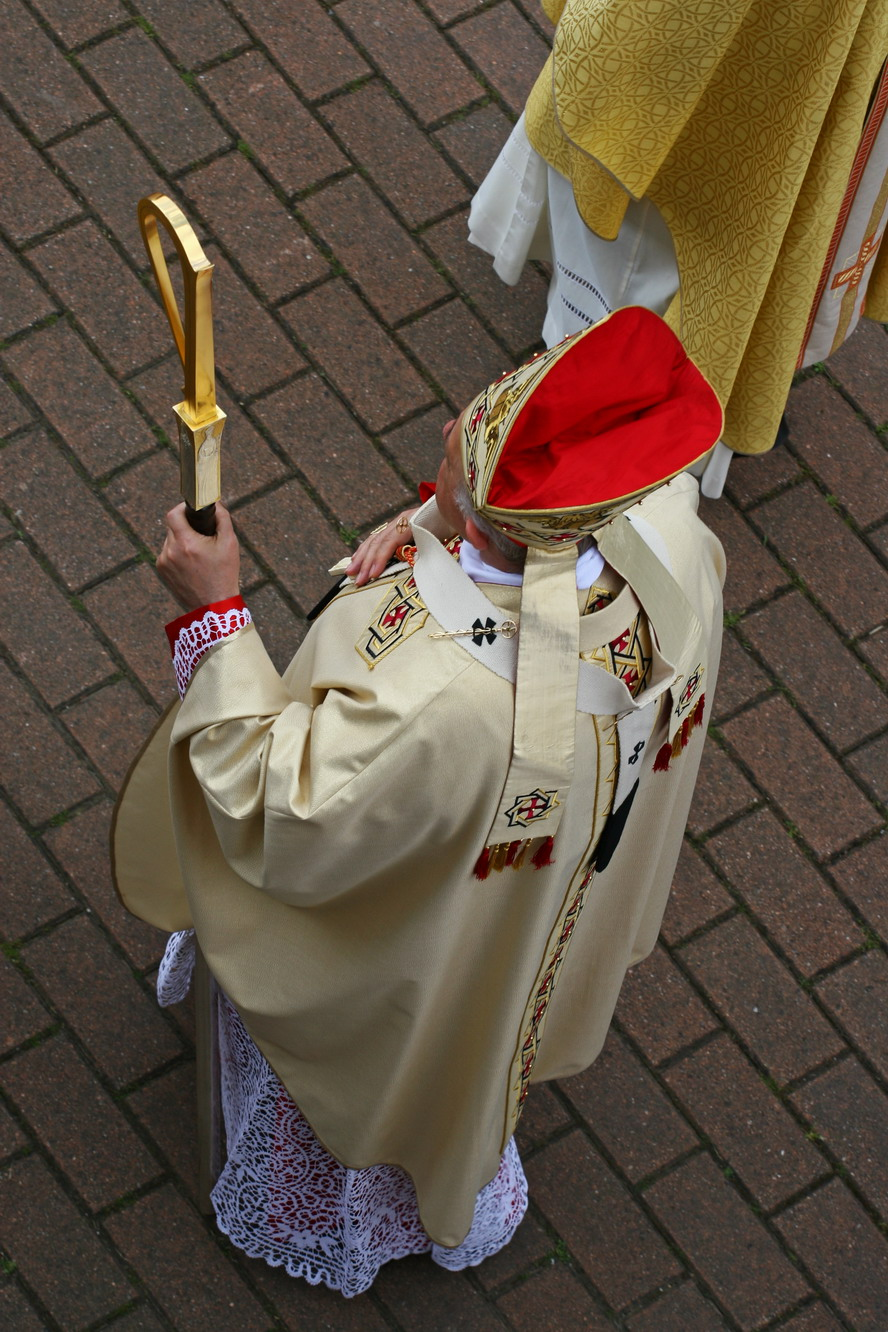
Arcivescovo cattolico durante una celebrazione. Il Concilio Vaticano II rivide la dottrina sulla Chiesa che era stata definita dal Concilio di Trento e dal Concilio Vaticano I

Tra tutti i documenti conciliari, il più importante fu la costituzione dogmatica Lumen Gentium, sulla Chiesa e la sua natura e organizzazione, definita da Paolo VI la «Magna Carta» del Vaticano II. Nel documento venne esposta e approfondita la dottrina sulla Chiesa esposta nella costituzione Pastor Aeternus del Concilio Vaticano I, ponendo però allo stesso tempo alcune istanze riformatrici, tra le quali la rinnovata importanza attribuita ai laici e a tutto il popolo di Dio nel suo complesso nella vita della Chiesa.
La Chiesa venne innanzitutto definita come sacramento di Cristo, «segno e strumento dell'intima unione con Dio e dell'unità di tutto il genere umano» e suo «corpo mistico», «popolo di Dio».
Si ribadì la struttura tripartita della Chiesa, che ricalcava tre caratteristiche cristologiche: il sacerdozio, la profezia e la regalità. Il sacerdozio fu visto proprio prevalentemente dei presbiteri, la profezia dei religiosi, la regalità dei laici. Ciò nonostante ogni componente della Chiesa doveva vivere, in quanto battezzato, tutte e tre le dimensioni cristologiche. Si parlò, infatti, di "sacerdozio comune dei fedeli", come aveva già fatto l'enciclica Mediator Dei di papa Pio XII, ribadendo la distinzione tra sacerdozio battesimale e ministeriale (ordinato).
Venne approfondito il ruolo e la natura dell'episcopato e del suo rapporto con il papato: si specificò come i vescovi, successori degli Apostoli, dovessero lavorare collegialmente tra loro e in comunione con il vescovo di Roma e successore di san Pietro, cioè il papa, capo del collegio episcopale.
Finito il potere temporale della Chiesa, si riconobbe una preminenza del laicato cattolico nel vivere la dimensione regale, cioè il rapporto con il mondo. I laici erano, così, visti come i cristiani che assumevano una specifica funzione, "ricondurre il mondo a Cristo", testimoniare la propria fede nelle realtà temporali, e non più solo come il popolo di Dio guidato dai pastori. Importante in questo campo fu il decreto Apostolicam Actuositatem, sull'apostolato dei laici, che ha rivalutato e incoraggiato il ruolo dei fedeli non consacrati e di tutto il «popolo di Dio» nell'adempimento alla missione della Chiesa e nell'opera di evangelizzazione e santificazione dell'umanità. In particolare, il Concilio riconobbe il ruolo esercitato negli ottant'anni precedenti dall'Azione cattolica, o associazioni similari, nella formazione dei laici cattolici, al di fuori dei tradizionali ambiti ecclesiali.

### La liturgia

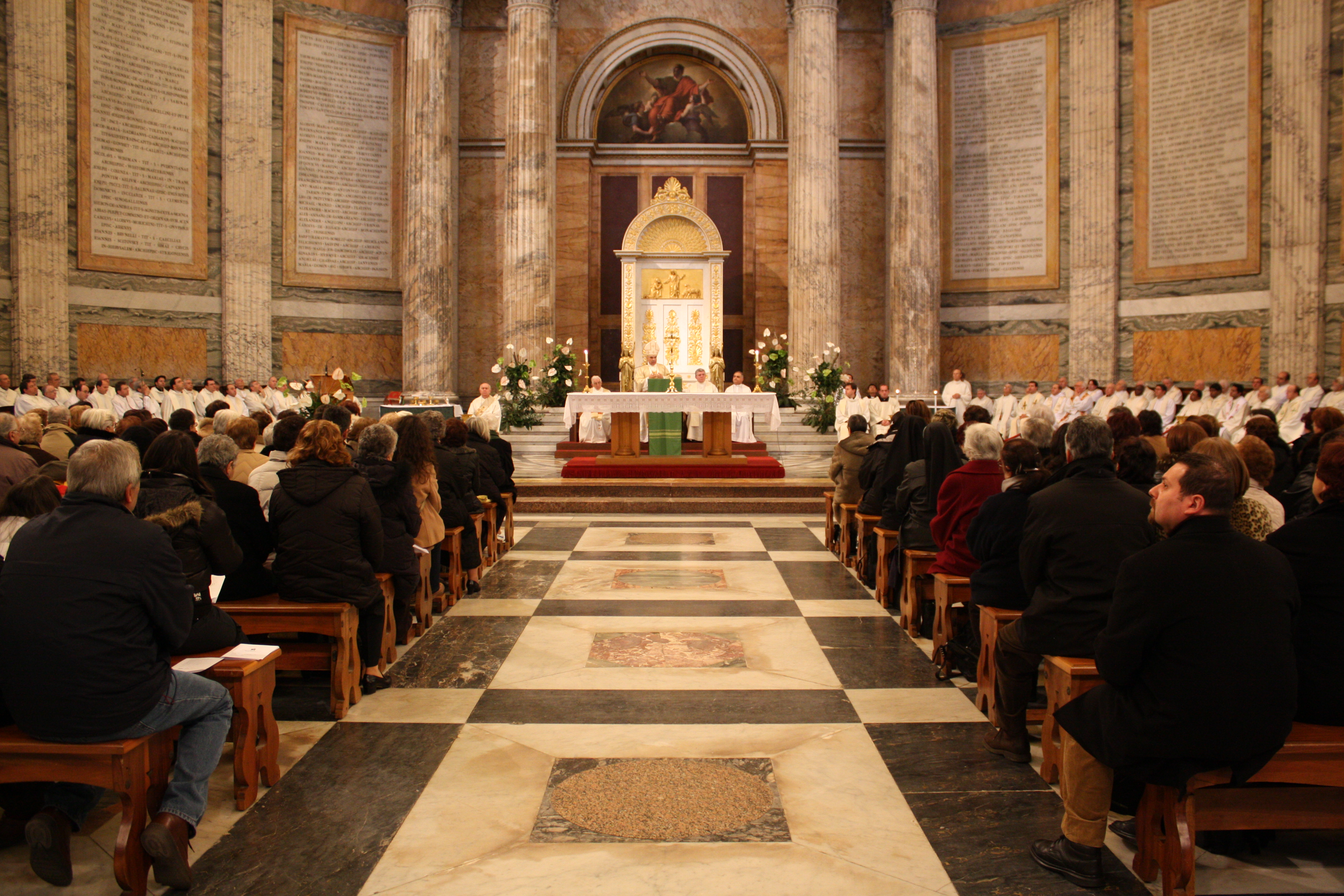
Messa cattolica secondo il rito di Paolo VI

La costituzione Sacrosanctum Concilium, riguardante la «Sacra liturgia» e le celebrazioni, pur non riguardante solo la materia liturgica, ebbe un'amplissima eco, visto il principio fondante della partecipazione dei fedeli e il conseguente riconoscimento delle lingue "volgari" (parlate dal popolo) come "adatte" per la celebrazione dei Sacramenti, primo fra tutti la Messa, e per la Liturgia delle Ore.
Il latino rimaneva la lingua ufficiale della Chiesa e di tutte le sue liturgie, ma alcune parti della liturgia (letture e acclamazioni) si sarebbero potute pronunciare nelle varie lingue vernacole. In sede di attuazione, la riforma liturgica sarebbe arrivata alla generalizzazione dell'uso della lingua nazionale nella Messa e negli altri Sacramenti.
Il Concilio ribadì inoltre l'importanza della liturgia come «fonte e culmine» della vita ecclesiale.

### Il mondo contemporaneo

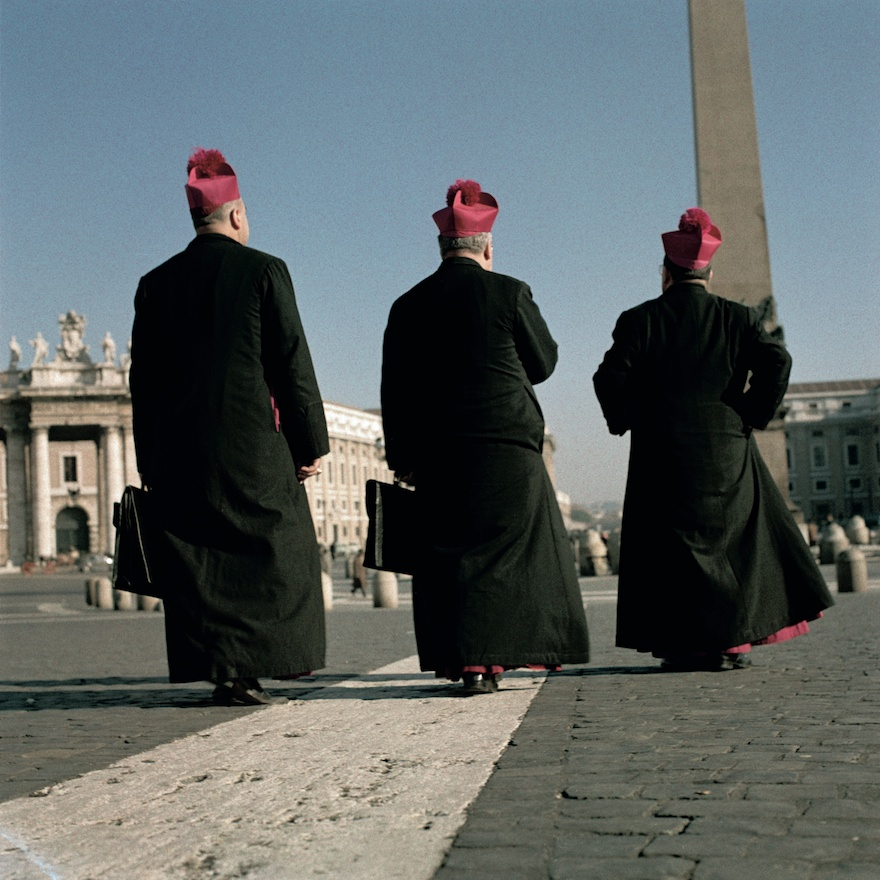
Padri conciliari lasciano S. Pietro

Con la costituzione Gaudium et Spes sulla Chiesa nel mondo contemporaneo, i padri conciliari posero l'attenzione della Chiesa sulla necessità di aprire un proficuo confronto con la cultura e con il mondo. Esso infatti, pur se lontano spesso dalla morale cristiana, era pur sempre opera di Dio e quindi luogo in cui Dio manifestava la sua presenza (e perciò fondamentalmente buono).
Si considerò pertanto compito della Chiesa, dei laici in primo luogo, ma non solo, riallacciare profondi legami con "gli uomini e le donne di buona volontà", soprattutto nell'impegno comune per la pace, la giustizia, le libertà fondamentali, la scienza.
Tra le molte questioni affrontate dal documento, non vennero trattate in modo approfondito quelle relative alla contraccezione. Il concilio si limitò ad affermare la finalità procreativa del matrimonio (riconoscendo tuttavia la validità e l'indissolubilità di un matrimonio infecondo) e a ricordare che, nel «comporre l'amore coniugale con la trasmissione responsabile della vita, il carattere morale del comportamento dipende da [...] criteri oggettivi, destinati a mantenere in un contesto di vero amore l'integro senso della mutua donazione e della procreazione umana»; lasciò quindi che «alcune questioni che hanno bisogno di ulteriori e più diligenti ricerche» fossero esaminate dalla Commissione per lo studio della popolazione, della famiglia e della natalità, rimettendosi al giudizio del papa e senza quindi proporre «soluzioni concrete»: nel 1968 venne pubblicata infine l'enciclica Humanae Vitae.

### L'ecumenismo e la libertà religiosa
Il decreto Unitatis Redintegratio sull'unità delle confessioni cristiane e la dichiarazione Nostra Aetate sulle religioni non cristiane riconobbero invece la presenza di elementi comuni nelle altre Chiese cristiane e nelle altre confessioni religiose, rispettivamente. Si ribadì che Cristo era la Verità e l'unica Via per giungere al Padre, ma si riconobbe il ruolo delle altre realtà religiose nel contribuire all'elevazione morale del genere umano. In particolare, la Nostra Aetate contiene il ripudio dell'antisemitismo teologico.
Si riconobbe che:
Con la dichiarazione Dignitatis Humanae la Chiesa cattolica accettò e fece proprio il principio della libertà religiosa, cioè che all'uomo deve essere garantita la libertà di credere (rifiutando quindi l'ateismo di stato) e allo stesso tempo la fede non deve essere imposta con la forza.

### Elenco dei documenti conciliari
Si dividono in 4 Costituzioni, 9 Decreti e 3 Dichiarazioni.

## Il "dopo-concilio"
Le aspettative per i risultati del concilio, visto da molti come una «nuova Pentecoste», furono ampie sia tra il clero che il laicato, ma rimasero in molti casi irrealizzate. Lo stesso Paolo VI espresse questo parere, annotando allo stesso tempo la perdita di importanza della Chiesa nella società:
(Omelia del 29 giugno 1972)
Negli anni immediatamente successivi al Concilio, papa Paolo VI e i suoi successori dovettero infatti fare i conti con una profonda emorragia di sacerdoti e religiosi che interpretarono l'attenzione al mondo in maniera diversa dall'effettiva dottrina cattolica. Prese forza il movimento dei "preti operai", già attivo dal secondo dopoguerra in Francia, ma che dopo il Concilio trovò nuovo vigore grazie anche all'approvazione da parte dello stesso Paolo VI di tale pratica, precedentemente ritenuta illegittima da Pio XII e Giovanni XXIII. Nacquero le "Comunità cristiane di base" le quali, soprattutto in Sudamerica, testimoniando la vitalità delle Chiese locali assunsero una dimensione assai rilevante che dura ancora oggi. Sempre in America Latina, molti teologi seguaci della teologia della liberazione abbracciarono la lotta marxista. Da parte opposta, monsignor Marcel Lefebvre rifiutò invece la riforma della liturgia e altri pronunciamenti di "apertura" del concilio, tra cui quelli sull'ecumenismo, ponendosi di fatto in una situazione di rottura con la Chiesa di Roma, fino alla costituzione di una gerarchia episcopale e sacerdotale non approvata dal papa.

### L'ermeneutica del Concilio
Una prima difficoltà riguardo all'attuazione dei documenti conciliari fu l'interpretazione del Concilio stesso e dei suoi documenti. Infatti, Giovanni XXIII aveva indicato come scopo del Concilio quello di «approfondire ed esporre» la «dottrina certa e immutabile» della Chiesa, mentre alcuni dei pronunciamenti del Concilio stesso sembravano contraddire alcuni elementi della dottrina tradizionale (soprattutto in merito all'ecumenismo e alla libertà di coscienza). Per questo, il Concilio fu considerato da alcuni una vera e propria rivoluzione della dottrina della Chiesa: sia da parte dei "progressisti" (che valutavano positivamente l'apertura al mondo del concilio) sia da parte di alcuni ambienti tradizionalisti (che al contrario erano fortemente critici verso questi pronunciamenti di apertura).
La questione della corretta interpretazione del Vaticano II è stata così affrontata a lungo da storici e teologi, facendo emergere due "ermeneutiche" prevalenti: l'ermeneutica della continuità, secondo la quale il Concilio va interpretato alla luce del magistero della Chiesa precedente e successivo al Concilio e l'ermeneutica della discontinuità, che attribuisce al Concilio un valore in quanto evento cruciale, di rottura con il depositum Fidei tradizionale. La prima linea interpretativa è stata sostenuta da tutti i papi da Paolo VI in avanti e specialmente da Benedetto XVI; la seconda linea interpretativa è seguita dai cosiddetti progressisti della "scuola di Bologna" e, all'altro estremo, dai tradizionalisti, ovviamente con valutazioni opposte sul valore del Concilio.

### Vita ecclesiale
In generale, il problema della ricezione e dell'applicazione del discusso insegnamento del Concilio nella vita della Chiesa continuò a caratterizzare la vita ecclesiale cattolica della seconda metà del Novecento, anche in merito alla contemporanea "crisi" della fede religiosa tradizionale in Europa.
Nel 1971, nel suo libro "Ciò che credo", il filosofo cattolico Jean Guitton disse che era «prevedibile, anzi inevitabile che ci dovesse essere una crisi all'interno della Chiesa dopo il Concilio». Secondo Guitton, il Concilio aveva avuto il «merito notevole di mettere l'accento su quelle verità di tipo orizzontale di cui la Chiesa cattolica si era disinteressata, o meglio, che aveva considerato evidenti, naturali, tali da non aver bisogno di essere ricordate» (cita ad esempio l'aspetto affettivo e non solo procreativo della vita matrimoniale, il concetto di Messa come «comunione dei cristiani tra loro», l'idea della liturgia come «parola, insegnamento comunicato agli uomini, una prassi», la nozione di peccato collettivo, il carattere comunitario della preghiera, la bellezza del creato e del mondo). Tuttavia, aggiungeva che «non c'è di peggio della corruzione dell'eccellente, dato che ogni perfezione può subire un'inversione, tanto più radicale quanto più la perfezione originaria è elevata. Il pericolo dell'epoca contemporanea sarebbe quello di considerare, per un fenomeno di inversione, le verità verticali come simboli delle verità orizzontali [...] Tanto ero sensibile all'urgenza di una riforma, altrettanto sono sensibile alle difficoltà che minacciano una riforma imprudente o troppo precipitosa».
Nel 1985 il cardinale Joseph Ratzinger affermava, riguardo alla "crisi" del post-concilio, che «nelle sue espressione ufficiali, nei suoi documenti autentici, il Vaticano II non può essere ritenuto responsabile di questa evoluzione che, al contrario, contraddice radicalmente sia la lettera che lo spirito dei Padri conciliari». Spiegava quindi che «se per "restaurazione" intendiamo la ricerca di un nuovo equilibrio dopo le esagerazioni di un'apertura indiscriminata al mondo, dopo le interpretazioni troppo positive di un mondo agnostico e ateo; ebbene, allora una "restaurazione" intesa in questo senso è del tutto auspicabile ed è del resto già in atto nella Chiesa. In questo senso si può che dire che è chiusa la prima fase dopo il Vaticano II. [...] Credo anzi che il tempo vero del Vaticano II non sia ancora venuto, che la sua recezione autentica non sia ancora cominciata». Nel 2013, dopo la sua ascesa al soglio petrino, ritornando sull'argomento disse: «Il vero Concilio ha avuto difficoltà a concretizzarsi, a realizzarsi; il Concilio virtuale era più forte del Concilio reale. Ma la forza reale del Concilio era presente e, man mano, si realizza sempre più e diventa la vera forza che poi è anche vera riforma, vero rinnovamento della Chiesa. Mi sembra che, 50 anni dopo il Concilio, vediamo come questo Concilio virtuale si rompa, si perda, e appare il vero Concilio con tutta la sua forza spirituale».
Nel 2010, il gesuita Bartolomeo Sorge indicava tre acquisizioni teologiche del concilio che più si sarebbero rivelate «feconde e innovative» nella ricezione del Concilio da parte della realtà ecclesiale:
1. l'ecclesiologia di comunione che caratterizza la concezione di Chiesa della costituzione Lumen Gentium e che, da un punto di vista storico, segnò il passaggio dalla concezione prevalente di Chiesa come «società perfetta» a quella di «popolo di Dio»
2. la teologia delle realtà terrestri, che avrebbe portato i cattolici a guardare il mondo con uno sguardo di maggiore fiducia e indipendenza per le realtà temporali e profane (nell'ottica di una «laicità da intendere positivamente»)
3. la teologia biblica, ovvero la considerazione della Bibbia come «libro aperto» a tutti.

#### La riforma liturgica

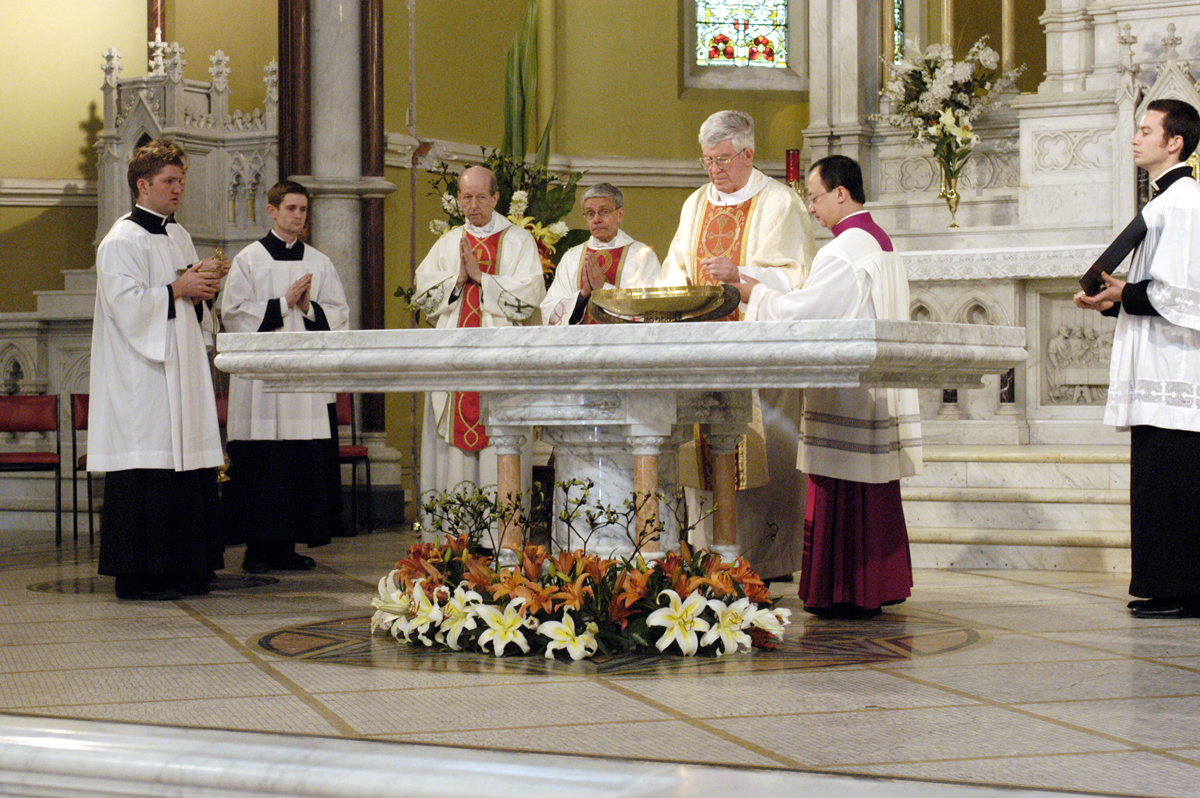
Consacrazione di un altare versus populum (rivolto verso il popolo)

Una delle principali conseguenze del concilio fu la riforma della liturgia e la definizione del nuovo rito per la Messa, elaborata da una Commissione liturgica presieduta da Annibale Bugnini (nominato già ai tempi di Pio XII).
Le riforme apportate nella liturgia sono una delle eredità del concilio più evidenti soprattutto per i fedeli: il rinnovamento, andando oltre le stesse prescrizioni della costituzione Sacrosanctum Concilium in certi punti, comportò di fatto l'abbandono del latino (indicato invece dai padri conciliari come lingua privilegiata, seppure non esclusiva, del culto cristiano occidentale) e la modifica, la riformulazione o anche l'eliminazione di molte parti del rito precedente, specie quelle non attestate nella tradizione del primo millennio cristiano.
Tra le innovazioni risalta anche il distacco degli altari dalle pareti, portandoli al centro del presbiterio; l'altare doveva risultare in tutto e per tutto una mensa attorno a cui il celebrante principale e i ministri potessero disporsi e ambulare per l'incensazione, come attestato nella prassi più antica. Ciò ha portato, di conseguenza, a uno spostamento del sacerdote, non più rivolto verso Oriente (posizione detta comunemente "ad Deum" o "ad crucem") nella stessa direzione tenuta dai fedeli (detta da Benedetto XVI "alla testa del popolo"), ma rivolto faccia a faccia verso l'assemblea degli astanti (versus populum).
Essa è giustificata dal nuovo rilievo teologico dato all'assemblea stessa ed è stata successivamente adottata nel Messale romano. L'innovazione può essere dedotta dal significato rinnovato che venne attribuito dal Vaticano II alla celebrazione liturgica, in cui viene messo in evidenza il ruolo del "sacerdozio battesimale", che incoraggia una partecipazione attiva dei fedeli alla liturgia stessa. La posizione del sacerdote verso l'assemblea dei fedeli, con la conseguente erezione di altari rivolti verso di essa, ha il significato, per gli artefici della riforma, che "l'eucaristia è un pasto consumato assieme al Signore". Nella maggior parte delle chiese costruite prima della riforma liturgica, ciò ha comportato l'erezione di un secondo altare/mensa "versus populum".

#### L'ecumenismo
Il Concilio segnò inoltre con il passare degli anni una rinnovata fase per quanto riguarda l'ecumenismo (già avviato agli inizi del secolo), e negli anni successivi alla sua chiusura vennero aperti dialoghi bilaterali con numerose confessioni cristiane, tra i quali la Comunione Anglicana (1966), la Federazione Luterana Mondiale (1967), la Chiesa ortodossa (1980).

#### Il rapporto con gli ebrei

Giovanni Paolo II in visita alla sinagoga di Roma nel 1986

Tra i documenti prodotti dai padri conciliari, uno, intitolato Nostra aetate si occupa dei rapporti tra religione cattolica e le altre religioni, inclusa la religione ebraica.
L'antisemitismo nella chiesa era ancora molto forte, dato che gli ebrei erano ritenuti Deicidi. Con questo documento si riconobbe il popolo ebraico come padre del cristianesimo, riconoscendo tra la chiesa Cattolica e quella Ebraica un legame spirituale. Gli Ebrei sono scagionati dal reato di Deicidio perché la responsabilità non può essere di un intero popolo ma fu una colpa personale.
Vi viene dichiarato che: "se è vero che la Chiesa è il nuovo popolo di Dio, gli Ebrei tuttavia non devono essere presentati come rigettati da Dio, né come maledetti, quasi che ciò scaturisse dalla sacra Scrittura. "
Il Concilio determinò una svolta decisiva nei rapporti della Chiesa cattolica con l'Ebraismo, che rese possibile la visita di papa Giovanni Paolo II alla sinagoga di Roma il 13 aprile 1986. Nel 2010, in occasione della visita alla sinagoga di Roma di Benedetto XVI, il rabbino capo Riccardo Di Segni ribadì l'importanza del Concilio nel dialogo ebraico-cristiano affermando che «se quel che ha portato il Concilio Vaticano II venisse messo in discussione, non ci sarebbe più opportunità di dialogo»

## Documentari
- Il Concilio Vaticano II prodotto da Nova T, distribuito da HDH Communications; 2006.
- Alberto Melloni, a cura di L. Bizzarri, Il Concilio. Storia del Vaticano II, Edizioni RAI - ERI, Roma 2009.
- È appena l'aurora, a cura di Giovanni Panozzo, Presidenza nazionale Fuci, Roma 2012.